# (3799) Новгород
(3799) Но́вгород (лат. Novgorod) — небольшой астероид главного пояса. Он был открыт 22 сентября 1979 года советским астрономом Николаем Черных в Крымской обсерватории и назван в честь старинного русского города Великого Новгорода.

Орбита астероида Новгород и его положение в Солнечной системе